# Uncinia paludosa
Uncinia paludosa là loài thực vật có hoa trong họ Cói. Loài này được G.A.Wheeler & Goetgh. miêu tả khoa học đầu tiên năm 1995.